# Візірень
Візірень, Візірені (рум. Vizireni) — село у повіті Бузеу в Румунії. Входить до складу комуни К.А. Росетті.
Село розташоване на відстані 110 км на північний схід від Бухареста, 31 км на схід від Бузеу, 77 км на південний захід від Галаца, 141 км на південний схід від Брашова.

## Населення
За даними перепису населення 2002 року у селі проживали 487 осіб, усі — румуни. Усі жителі села рідною мовою назвали румунську.